# Botzaris

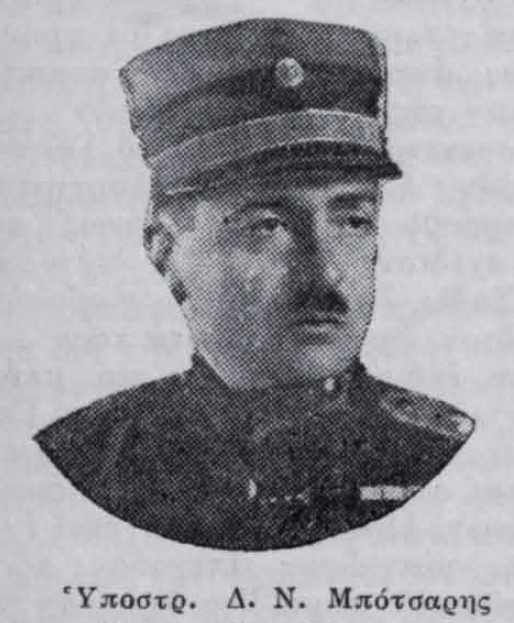
Majorgeneral Dimitros Noti Botzaris

Botzaris är en suliotisk släkt, känd bland annat från de grekiska frihetskrigen mot Osmanska riket.
- Georgios Botzaris
- Markos Botzaris
- Dimitri Botzaris